# 9389 Конділлак
9389 Конділлак (9389 Condillac) — астероїд головного поясу, відкритий 9 березня 1994 року.
Тіссеранів параметр щодо Юпітера — 3,619.